# Заболотье (Ленинградская область)
Заболотье — деревня в Тихвинском городском поселении Тихвинского района Ленинградской области.

## История
Деревня Заболотье упоминается на «Специальной карте западной части России» Ф. Ф. Шуберта 1844 года.

ЗАБОЛОТЬЕ — слобода прихода Введенского Тихвинского монастыря.

Крестьянских дворов — нет. Строений — 25, в том числе жилых — 13. Число жителей по приходским сведениям 1879 г.: 50 м. п., 44 ж. п..

В конце XIX — начале XX века слобода административно относилась к Костринской волости 3-го земского участка 1-го стана Тихвинского уезда Новгородской губернии.

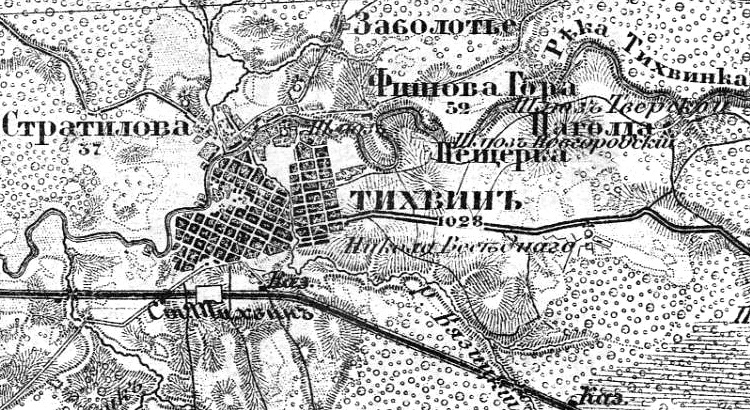
Деревня Заболотье на карте 1913 года

С 1917 по 1918 год деревня Заболотье входила в состав Костринской волости Тихвинского уезда Новгородской губернии. 
С 1918 года в составе Ольховской волости Череповецкой губернии.
С 1924 года в составе Пригородной волости.
В 1926 году население деревни Заболотье составляло 173 человека.
С 1927 года в составе Фишевогорского сельсовета Тихвинского района.
С 1928 года в составе Ялгинского сельсовета.
По данным 1933 года деревня Заболотье входила в состав Фишевогорского сельсовета Тихвинского района.

Деревня Заболотье на карте 1932 года

Согласно карте Ленинградской области Северо-западного аэрогеодезического треста ГГУ издания 1932 года деревня насчитывала 27 крестьянских дворов.
В 1949 году население деревни Заболотье составляло 148 человек.
С 1954 года в составе Лазаревичского сельсовета.
По данным 1966, 1973 и 1990 годов деревня Заболотье также входила в состав Лазаревичского сельсовета Тихвинского района.
В 1997 году в деревне Заболотье Лазаревичской волости проживали 96 человек, в 2002 году — 89 (русские — 94 %).
В 2007 году в деревне Заболотье Тихвинского ГП проживали 106 человек, в 2010 году — 84, в 2012 году — 112, в 2025 году — 104 человека.

## География
Деревня расположена в юго-западной части района, к северу и смежно с городом Тихвин, к югу от автодороги А114 (Вологда — Новая Ладога) и к востоку от автодороги 41А-009 (Лодейное Поле — Чудово).
Расстояние до административного центра поселения — 2 км.
Расстояние до ближайшей железнодорожной станции Тихвин — 3 км.
Деревня находится на берегах Заболотского ручья, притока реки Тихвинка.

## Демография
| 1879 | 1926 | 1949 | 1997 | 2002 | 2007 | 2010 |
| ---- | ---- | ---- | ---- | ---- | ---- | ---- |
| 94   | ↗173 | ↘148 | ↘96  | ↘89  | ↗106 | ↘84  |
| 2012 | 2017 |      |      |      |      |      |
| ↗112 | ↘105 |      |      |      |      |      |

### Национальный состав
Согласно данным Всероссийской переписи населения 2021 года в деревне проживали 99 человек, из них:
 русские — 95, белорусы — 1, украинцы — 1, цыгане — 1, другие национальности — 1 человек.

## Улицы
Саши Забелина.